# Четвёрка юных детективов
«Случай для ТККГ:Глаз дракона» (нем.Ein Fall für TKKG: Drachenauge) — кинофильм немецкого режиссёра Ульриха Кёнига.

## Сюжет
Четыре юных детектива Тим, Карл, Клосшен и Габи случайно обнаруживают потайную пещеру возле старого замка. В ней они находят описание судьбы легендарного меча. Они расспрашивают своего учителя истории Шиндлера о своей находке. Он запрещает им исследовать это место дальше, а сам тайно продолжает изучение при помощи двух безжалостных преступников. Но наши юные герои не готовы так быстро отказаться от приключений…

## В ролях
- Томи Реньяк
- Макс Зиттель
- Стеффен Раддац
- Санни Ван Хетерен
- Вилфрид Бааснер
- Йорг Плева
- Людгер Бурманн
- Вольфганг Штумф
- Фолькер Прехтель
- Кристина Нойбауэр